# Залдорф-Зурхајм
Залдорф-Зурхајм (њем. Saaldorf-Surheim) општина је у њемачкој савезној држави Баварска. Једно је од 15 општинских средишта округа Берхтесгаденер Ланд. Према процјени из 2010. у општини је живјело 5.258 становника. Посједује регионалну шифру (AGS) 9172130.

## Географски и демографски подаци
Залдорф-Зурхајм се налази у савезној држави Баварска у округу Берхтесгаденер Ланд. Општина се налази на надморској висини од 449 метара. Површина општине износи 39,1 km². У самом мјесту је, према процјени из 2010. године, живјело 5.258 становника. Просјечна густина становништва износи 134 становника/km².

## Међународна сарадња
| Мјесто   | Држава   | Врста сарадње | Од    |
| -------- | -------- | ------------- | ----- |
| Антеринг | Аустрија | контакт       | 2000. |
| Извор    |          |               |       |